# Dvirți, Berejanî
Dvirți (în ucraineană Двірці) este un sat în comuna Rekșîn din raionul Berejanî, regiunea Ternopil, Ucraina.

## Demografie
Componența lingvistică a localității Dvirți
     Ucraineană (99,48%)
     Alte limbi (0,52%)
Conform recensământului din 2001, majoritatea populației localității Dvirți era vorbitoare de ucraineană (99,48%), existând în minoritate și vorbitori de alte limbi.